# Christopher Avevor
Christopher „Jackson“ Avevor (* 11. Februar 1992 in Kiel) ist ein ehemaliger deutscher Fußballspieler, der in der Abwehr und im defensiven Mittelfeld eingesetzt wurde.

## Leben
Sein Vater Hope kommt aus Ghana und seine Mutter Manuela ist aus Deutschland. Er wurde in Kiel geboren und wuchs im Ort Felmerholz (Gemeinde Felm) nordwestlich von Kiel auf.

## Karriere

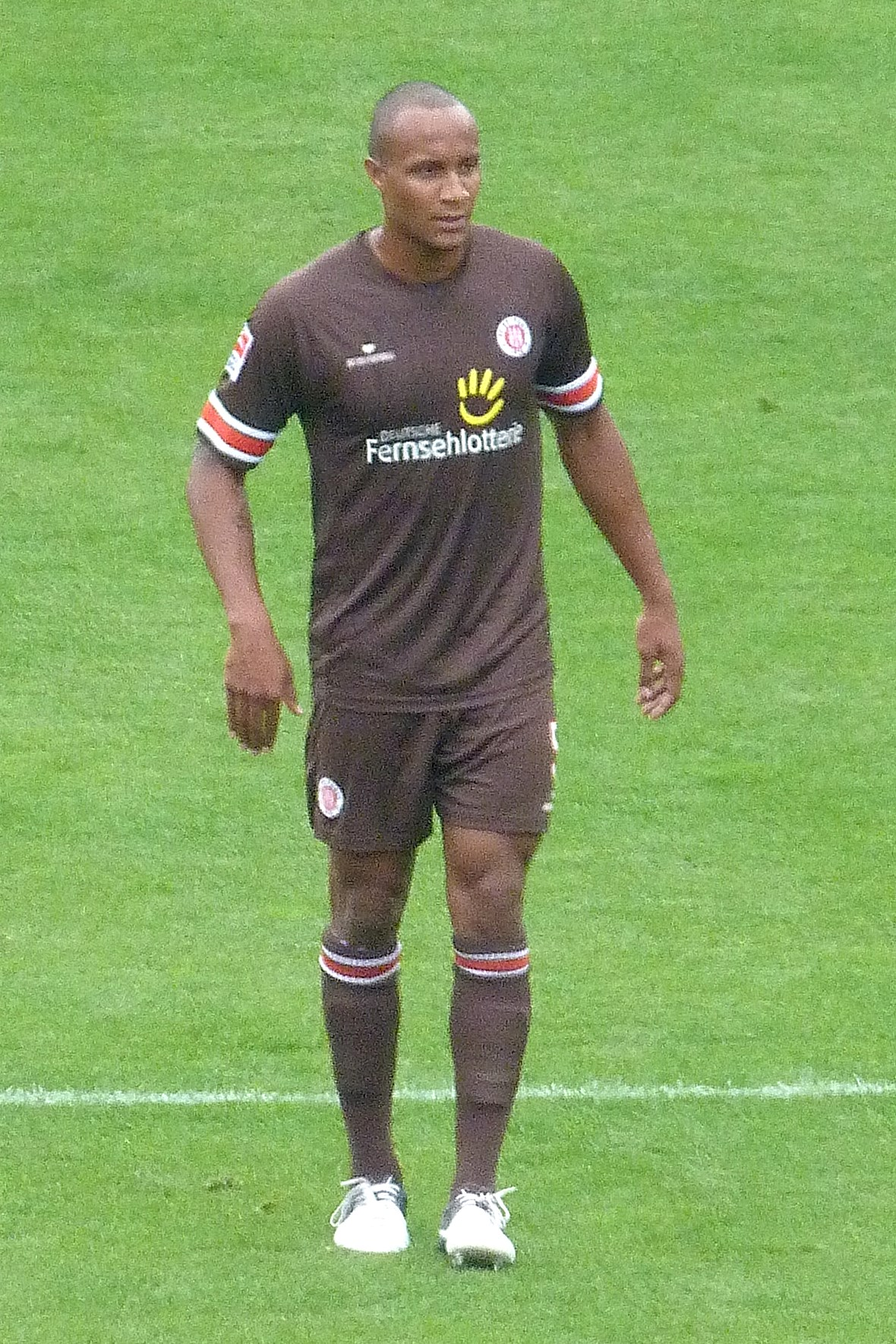
Christopher Avevor im Trikot des FC St. Pauli (2012)

Der Abwehrspieler begann seine Karriere bei Eckernförde IF, einem Sportverein der dänischen Minderheit in Eckernförde, wechselte allerdings früh (2004) zum Eckernförder SV. Im Jahre 2006 wechselte der damals 14-jährige Avevor in die Jugend von Holstein Kiel. Nach zwei erfolgreichen Jahren in Kiel wurde er schließlich von Hannover 96 verpflichtet. Dort wurde er parallel durch das Nachwuchsleistungszentrum betreut.
Zur Saison 2010/11 erhielt Avevor einen Profivertrag und steht seitdem im Bundesligakader von Hannover 96. Am 18. September 2010 gab er nach mehreren verletzungsbedingten Ausfällen in der Abwehr von Hannover 96 beim Auswärtsspiel gegen den VfL Wolfsburg sein Erstligadebüt. Bis zum Saisonende kamen vier weitere Einsätze hinzu.
In der Saison 2011/12 kam er einzig beim Auswärtsspiel bei Hertha BSC zum Einsatz. In der 36. Minute wurde er für den verletzten Christian Schulz eingewechselt. Das Spiel gewann Hannover 96 mit 1:0 durch ein Tor von Mohammed Abdellaoue. In der Gruppenphase der Europa League 2011/12 wurde er beim 3:1-Sieg gegen Worskla Poltawa eingewechselt.
Mitte August 2012 wurde er für die Saison 2012/13 an den Zweitligisten FC St. Pauli ausgeliehen. Am 11. Spieltag der 2. Bundesliga erzielte Avevor das zwischenzeitliche 2:2 gegen Dynamo Dresden und damit sein erstes Saisontor für die Hamburger.
Im Juni 2014 wechselte er zu Fortuna Düsseldorf und unterzeichnete dort einen bis zum 30. Juni 2016 laufenden Vertrag. Hier begann Trainer Oliver Reck damit, ihn als Sechser einzusetzen. Ende Mai 2016 wurde bekannt, dass Avevor zur neuen Saison zurück zum FC St. Pauli wechselt. Sein Vertrag lief zunächst bis 2019 und wurde zwischenzeitlich bis zum 30. Juni 2023 verlängert. Am 25. Februar 2018 steuerte Avevor seinen zweiten Ligaspieltreffer für St. Pauli beim 3:2-Heimsieg gegen Holstein Kiel bei.
Avevor ist zum Start der Bundesliga 2019/20 als Mannschaftskapitän des FC St. Pauli aufgelaufen, und war auch in der Folgesaison Kapitän der Millerntorelf. Viele schwere Verletzungen Avevors – wie 2019 einen Wadenbruch und Syndemosebandriss –  machten wiederholt lange Spieleinsatzpausen erforderlich. Seinen letzten Zweitligaeinsatz absolvierte er aus diesem Grunde am 21. November 2020.

## Sonstiges
Seit 2011 engagiert sich Christopher Avevor bei Show Racism the Red Card – Deutschland e. V. Im Oktober beteiligte er sich bei einem Workshop der Bildungsinitiative und berichtete den Schülern und Schülerinnen über seine eigenen Erfahrungen mit Rassismus und Diskriminierung.